# فابریس هنری
فابریس هنری (انگلیسی: Fabrice Henry؛ زادهٔ ۱۳ فوریهٔ ۱۹۶۸) بازیکن فوتبال اهل فرانسه است.
از باشگاه‌هایی که در آن بازی کرده‌است می‌توان به باشگاه فوتبال سوشو، باشگاه فوتبال بازل، باشگاه فوتبال نیم المپیک، باشگاه فوتبال هیبرنین، باشگاه فوتبال المپیک مارسی، و باشگاه فوتبال تولوز اشاره کرد.